# Léda

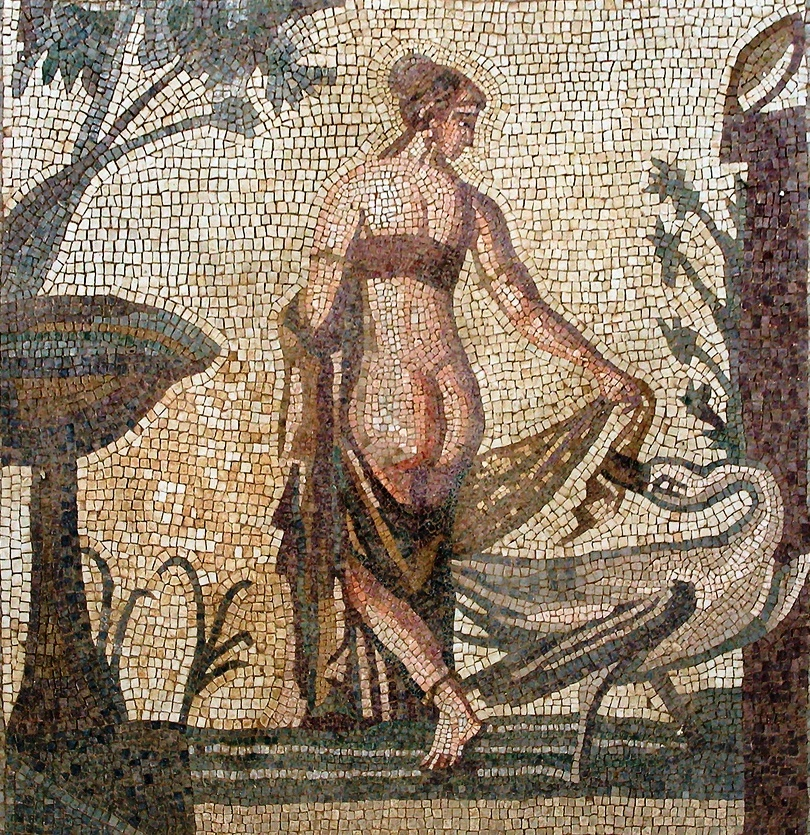
Léda s Diem v podobě labutě na mozaice z Afroditina chrámu v kyperském Pafu, 3. století

Léda (starořecky Ληδα Léda, latinsky Leda) je v řecké mytologii manželka spartského krále Tyndarea, milenka Dia a matka Kastóra a Polydeuka – Dioskúrů, Heleny a Klytaimnéstry. Život této královny je kladen do doby nejvýznamnějších řeckých mýtů – její manžel získal svůj trůn díky Héraklovi, Dioskúrové pluli spolu s Argonauty a obě její dcery byly manželkami hrdinů Trojské války.

## Příbuzenstvo
Za Lédina otce je všeobecně označován aitólský král Thestios, který poskytl útočiště Tyndareovi, jenž byl vyhnán svým bratrem ze Sparty. Za její matku a Thestiovu manželku bývá označována Eurythemis nebo Laofonté, za sestru Althaia. Eumélos z Korintu však označuje za její rodiče Sysifa a Panteiduii, Alkmán zmiňuje pouze otce a to Glauka, není však jasné, který nositel tohoto jména je myšlen.
Ačkoliv se její slavné děti objevují již v Iliadě a Odysseii, pravděpodobně nejstarším dochovaném díle řecké literatury, samotná Léda v Homérově díle jmenovitě zmiňována není. Její jméno se objevuje až v o něco mladších Homérských hymnech a v díle Terpandera, kde je označena za matku Dioskúrů, jako matka Klytaimnéstry je zmiňována až Aischylem a jako matka Heleny Dionýsiem I. Syrákúským, u kterého se poprvé objevuje motiv, že Léda vyseděla Helenu z vejce. V dalších zdrojích se objevují i jiné Lédiny děti: dcery Timandra, Foibé a Fylonoé.
S Lédou se v podobě labutě spojil Zeus, ale v otázce, které děti zplodila s ním a které se svým manželem, se prameny liší. V Homérově díle a mnoha dalších zdrojích jsou Kastór, Polydeukés i Helena označováni za Diovy děti, zatímco Klytaimnéstra je vždy označována za dceru Tyndareovu. Zároveň však jsou oba Dioskúrové, často v téže zdrojích, označováni jako Tyndaridai („Tyndareovci, Tyndareovi synové“) a v jiných zdrojích, například Pseudo-Apollódorově Bibliothéce nebo Hyginových Fabulae, má každý z Dioskúrů jiného otce, Polydeukés Dia a Kastór Tyndarea. U Pseudo-Apollódora se také objevuje podání, že bohyně Nemesis utíkající z Diovy náruče se proměnila v husu, přičemž Zeus se proměnil v labuť a z následného spojení Nemesis počala vejce. Vejce poté nalezl mezi stromy pastýř a svěřil královně Lédě, které jej vyseděla, a když se z něj Helena vylíhla, přijala ji za vlastní. Toto podání o Helenině početí se objevuje i v eposu Kýpria, u Lykofróna, Pausania a v Pseudo-Hyginově Astronomice.

## Odraz v umění
Lédino objetí s labutí bylo v antickém umění oblíbeným motivem a je známo z mnoha vázových maleb i reliéfů. Mezi další zpodobnění patří:
- socha Léda s labutí je římská kopie podle Timothea (4. stol. př. n. l.), dnes v Kapitolském muzeu v Římě
- reliéf Léda s Diem proměněným v labuť je na Krétě v Iraklijském muzeu
- z novověkých děl je to obraz Léda se čtyřmi dětmi v přírodě od Jacoppa da Pontorma (z r. 1540, ve Florencii)
- Corregiova Léda s labutí (kolem r. 1525), byla ve sbírkách Rudolfa II. na Pražském hradě, později v Německu
- Socha v nádvoří radnice ve Funchalu na Madeiře.
- Plastika ve fontáně na náměstí T. G. Masaryka od Břetislava Bendy v Poděbradech.

## Galerie

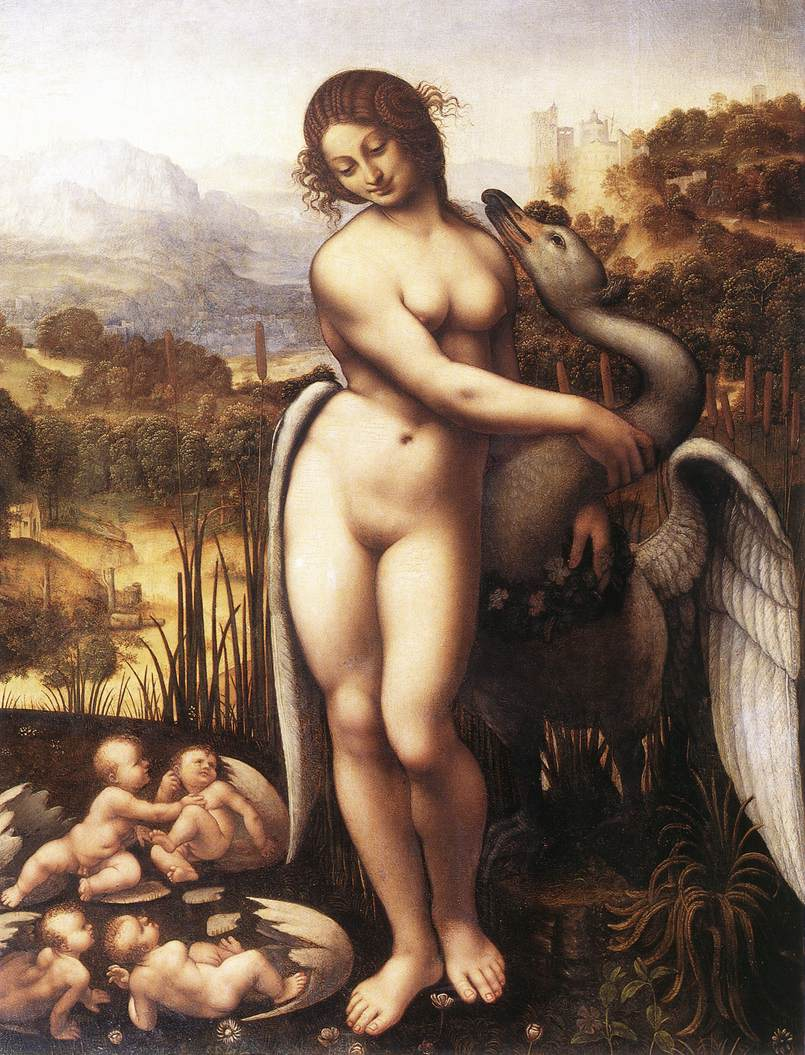
Cesare da Sesto, Léda s labutí, cca 1505-1510
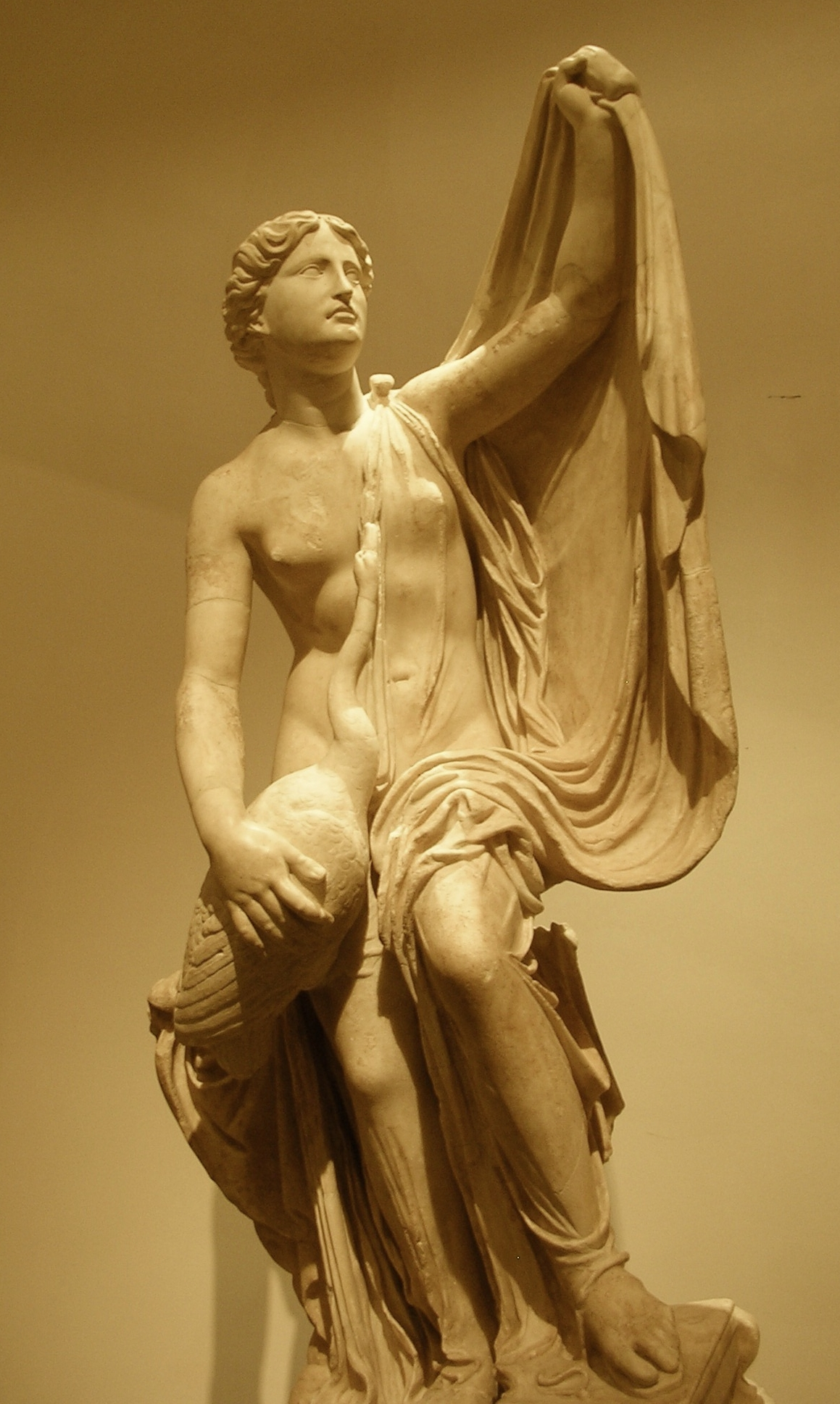
Léda s labutí , autor Museo del Prado
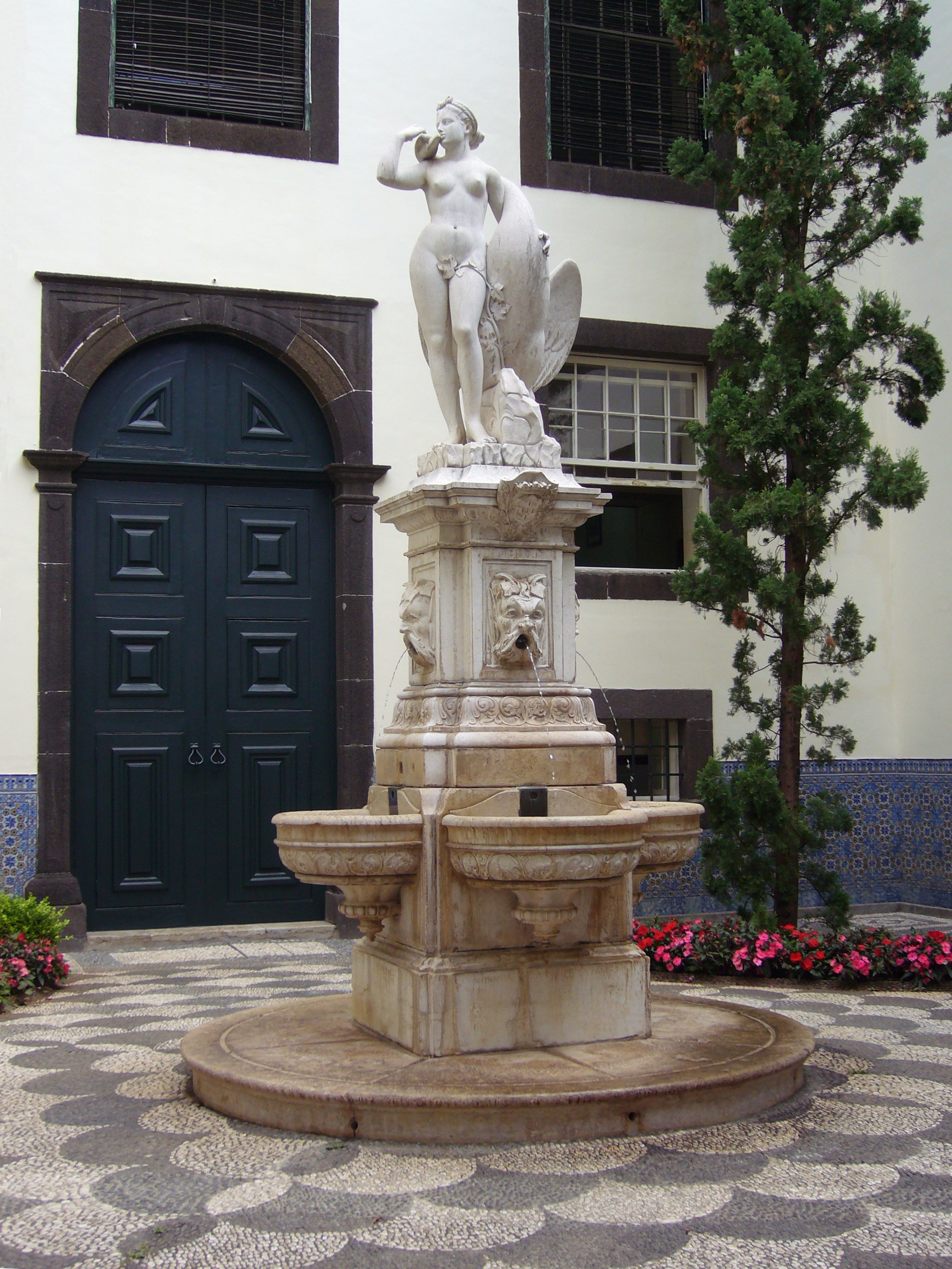
Socha ve funchalské radnici.